# Зондберг, Ольга Наумовна
О́льга Нау́мовна Зо́ндберг (род. 29 марта 1972, Москва, СССР) — российский поэт, автор короткой прозы.

## Биография
Родилась в семье Наума Аврамовича Зондберга (род. 1941), сотрудника Завода имени Лихачёва, впоследствии Заслуженного конструктора Российской Федерации. Училась в московской школе № 57 (1987—1989). В 1994 году окончила химический факультет Московского государственного университета. В 1999—2001 годах была куратором сайта «Молодая русская литература». Работает редактором-корректором в компании по разработке компьютерных справочных правовых систем. Живёт в Москве.
Публиковалась в журналах «Арион», «Вестник Европы», «Воздух», «Новое литературное обозрение», «©оюз Писателей», «Урал», сетевом журнале TextOnly, альманахе «Вавилон», сборниках «Зондберг. Нугатов. Соколовский» (1999), «По непрочному воздуху. По следам XI Московского Фестиваля верлибра» (2004). Автор стихотворных сборников «Книга признаний» (1997), «Семь часов одна минута» (2007), «Вопреки нежеланию и занятости» (2017), «Хризантемы крысе в подвал» (2022), «Простое число исходящих» (2025), сборников прозы «Зимняя кампания нулевого года» (2000), «Очень спокойный рассказ» (2003), «Сообщения: Imerologio (2003—2008)» (2010), «Сообщения: Граффити» (2014). Стихи переводились на английский (Дэниел Вайсборт, Наташа Рэндалл), итальянский и чешский (Якуб Громбирж) языки.
Лауреат сетевого литературного конкурса «Тенёта-98» в категории «Литературно-критические статьи» (1998). Шорт-листер Премии Андрея Белого в номинации «Проза» (2014).

## Отзывы
По мнению российского поэта, издателя и литературного критика Дмитрия Кузьмина, «[е]стественность разговорной интонации, чистота звука, эмоциональная подлинность [поэтических произведений Ольги Зондберг], — все эти определения выглядят не слишком убедительно: своеобразие авторской манеры легко ощутить, но трудно определить. Формальный репертуар Зондберг <…> — от моностиха и стихотворения в прозе до сонета. Но по своему пафосу лирика Зондберг целиком остаётся в русле классической для русской поэзии задачи самопознания, хотя иногда и позволяет себе достаточно острую иронию, направленную, главным образом, на культуру в её дидактической и гиперрационалистической ипостаси».

### Книги
Сборники стихов
- Зондберг О. Н. Книга признаний. — М. : АРГО-РИСК, 1997. — 36 с. — (Библиотека молодой литературы ; вып. 11). — ISBN 5-900506-61-4.
- Зондберг О. Н. Семь часов одна минута : [Стихи, афоризмы]. — М. : АРГО-РИСК : Книжное обозрение, 2007. — 68 с. — ISBN 5-86856-154-6.
- Зондберг О. Н. Вопреки нежеланию и занятости : Книга стихов. — М. : АРГО-РИСК : Книжное обозрение, 2017. — 72 с. — (Книжный проект журнала «Воздух» ; вып. 81). — ISBN 978-5-86856-304-1.
- Зондберг О. Н. Хризантемы крысе в подвал. — М. : Новое литературное обозрение, 2022. — 176 с. — (Н.В.П.: Новая поэзия). — ISBN 978-5-4448-1763-6.
- Зондберг О. Н. Простое число исходящих. — Чебоксары : Free Poetry, 2025. — 64 с.

Сборники прозы
- Зондберг О. Н. Зимняя кампания нулевого года : Проза. — М. : АРГО-РИСК ; Тверь : Kolonna, 2000. — 76 с. — (Библиотека молодой литературы ; вып. 16). — ISBN 5-94128-015-5.
- Зондберг О. Н. Очень спокойный рассказ. — М. : Новое литературное обозрение, 2003. — 336 с. — (Soft Wave). — ISBN 5-86793-234-6.
- Зондберг О. Н. Сообщения: imerologio (2003—2008). — М. : Новое литературное обозрение, 2010. — 400 с. — (Художественная серия). — ISBN 978-5-86793-810-9.
- Зондберг О. Н. Сообщения: граффити : [кн.-проект с концептуальным авторским оформлением] / ред. Елена Сунцова. — New York : Ailuros Publishing, 2013. — 313 с. — ISBN 978-1-938781-10-0.

Коллективные сборники
- Зондберг О. Н. Всенеприметно // Зондберг. Нугатов. Соколовский : [сб.] / О. Н. Зондберг, В. В. Нугатов, С. Г. Соколовский. — [Б. м.], [1999]. — 116 с.
- Зондберг О. Н. [Стихи] // По непрочному воздуху : По следам XI Московского фестиваля верлибра : сб. / сост. Д. В. Кузьмин. — М. : АРГО-РИСК ; Тверь : Колонна, 2004. — С. 82—83. — ISBN 5-94128-094-7.

### Периодика
Стихи
- Зондберг О. Н. [Стихи] // Вавилон : Вестник молодой литературы / ред. Дмитрий Кузьмин и Данила Давыдов. — М. : АРГО-РИСК, 1996. — Вып. 4. — С. 66—70. — ISBN 5-900506-46-0.
- Зондберг О. Н. Круги : Стихи // Урал. — 1997. — № 1.
- Зондберг О. Н. [Стихи] // Арион. — 1999. — № 1.
- Зондберг О. Н. [Стихи] // Вавилон : Вестник молодой литературы / ред. Дмитрий Кузьмин и Данила Давыдов. — М. : АРГО-РИСК, 2001. — Вып. 8 (24). — С. 46—50. — ISBN 5-94128-029-5.
- Зондберг О. Н. Одно бесконечное событие // Новое литературное обозрение. — 2021. — № 3. — С. 7—9.

Проза
- Зондберг О. Н. Вечерний звон для внутреннего пользования : [рассказ] // Вавилон : Вестник молодой литературы / ред. Дмитрий Кузьмин и Данила Давыдов. — М. : АРГО-РИСК, 1999. — Вып. 6 (22). — С. 85—89. — ISBN 5-900506-88-6.
- Зондберг О. Н. Докучная сказка ; Анкета : [рассказы] // Вавилон : Вестник молодой литературы / ред. Дмитрий Кузьмин и Данила Давыдов. — М. : АРГО-РИСК, 2000. — Вып. 7 (23). — С. 21—22 ; 23—24. — ISBN 5-900506-99-1.
- Зондберг О. Н. Крыса как профессия : [рассказ] // Вавилон : Современная русская литература. — 2002. — [Впервые опубликовано в Сети].
- Зондберг О. Н. Очень спокойный рассказ : [рассказ] // Вавилон : Вестник молодой литературы / ред. Дмитрий Кузьмин и Данила Давыдов. — М. : АРГО-РИСК, 2002. — Вып. 9 (25). — С. 72—80. — ISBN 5-94128-059-9.
- Зондберг О. Н. Все города теперь одинаковы : Рассказы и другие записи // ©оюз Писателей. — 2011. — № 1—2 (13). — С. 31—63.

Литературная критика
- Зондберг О. Н. Стекло + металл как зеркало одного звездочёта : К заметке А. Верницкого «Здравствуй, мальчик Бананан: характер героя „Писем к римскому другу“» // Vernitskii Literature : Молодая русская литература. — 1999.

Переводы
- Бондар, Андрий. Стихи из сборника «Примитивные формы собственности» / пер. с укр. Ольги Зондберг // TextOnly. — 2005. — Вып. 14 (декабрь).
- Современные греческие поэты : Адрианна Кальфопулу. Яна Букова. Стаматис Поленакис. Томас Цалапатис. Ставрос Куюмдзис (1932—2005). Михалис Ганас. Зои Панайотопулу / пер. Ольги Зондберг // Вестник Европы. — 2019. — № 52. — С. 217—221.

### Об Ольге Зондберг
- Дарк О. И. Поколение земноводных : Русская проза конца века. Предварительные итоги и продолжение // EX Libris НГ. — 1999. — 10 июня.
- Урицкий А. Н. Тонкие круги одиночества : О прозе Станислава Львовского и Ольги Зондберг // Дружба народов. — 2003. — № 10.
- Щеглов, Иван. Шум дождя как средство массовой информации : Иван Щеглов — о поэтике спокойного минимализма Ольги Зондберг // Горький. — 2023. — 14 июня.